# Dmytro Parfenov
Pour les articles homonymes, voir Parfenov.
Dmytro Volodymyrovytch Parfenov (en ukrainien : Дмитро Володимирович Парфьонов) ou Dmitri Vladimirovitch Parfionov (en russe : Дмитрий Владимирович Парфёнов), né le 11 septembre 1974 à Odessa, est un footballeur international ukrainien ayant évolué au poste de défenseur entre 1991 et 2012 avant de se reconvertir comme entraîneur. Il possède également la nationalité russe.
En tant que joueur, Parfenov commence sa carrière au Tchornomorets Odessa, club de sa ville de naissance où il joue professionnellement de 1991 à 1997, y gagnant la coupe d'Ukraine à deux reprises en 1992 et en 1994. Après un bref passage au Dnipro, il rejoint le Spartak Moscou où il évolue entre 1998 et 2005. Il y forge l'essentiel de son palmarès en y remportant le championnat russe quatre fois de suite entre 1998 et 2002 ainsi qu'une coupe de Russie en 1998. À la fin de sa carrière, il effectue plusieurs brèves piges en Russie et en Ukraine avant de terminer avec les amateurs de l'Arsenal Toula en 2012.
À la fin de sa carrière de joueur, il intègre dans un premier temps l'encadrement technique de la sélection russe des moins de 17 ans en début d'année 2012 avant de prendre son premier poste d'entraîneur principal dès le mois de juin de la même année en signant au Tekstilchtchik Ivanovo en troisième division russe. Il y passe trois saisons avant de s'engager en août 2015 avec le club de Tosno au deuxième échelon. Après une septième place pour sa première saison, il emmène l'équipe à la promotion en première division en 2017 puis à une victoire en Coupe de Russie l'année suivante. Il ne parvient cependant pas à éviter la relégation et quitte le club peu avant sa dissolution en mai 2018, rejoignant dans la foulée l'Oural Iekaterinbourg qu'il entraîne jusqu'en juillet 2020 et avec il joue une nouvelle finale de coupe en 2019. Il dirige par la suite l'Arsenal Toula de novembre 2020 à septembre 2021 puis le Rodina Moscou de juin 2022 à octobre 2023.
Il entraîne actuellement le club kazakh FK Aktobe depuis décembre 2023.

## Biographie

### Carrière en club

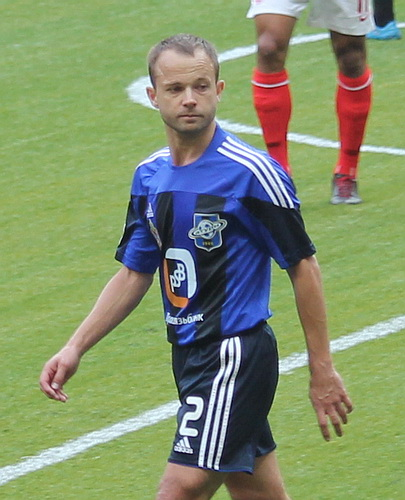
Parfenov avec le Saturn Ramenskoïe en 2010.

Né à Odessa, Parfenov passe sa formation de footballeur au centre de formation du Tchornomorets, grand club de la ville. Il intègre l'équipe réserve du club en 1990 et fait ses débuts professionnels en coupe d'Union soviétique l'année suivante à l'âge de 17 ans. Il s'impose par la suite progressivement en tant que titulaire à partir de 1992 et contribue aux victoires de l'équipe en coupe d'Ukraine cette année-là puis en 1994. Il connaît également de bons résultats en championnat, son club se plaçant comme une des principales écuries du nouveau championnat ukrainien et terminant régulièrement dans les trois premières places du classement avec plusieurs parcours en compétitions européennes. Il quitte le Tchornomorets à l'issue de la saison 1996-1997 pour s'engager avec le Dnipro Dnipropetrovsk où il ne joue que six mois.
Contacté en début d'année 1998 par le Dynamo Kiev de Valeri Lobanovski et le Spartak Moscou d'Oleg Romantsev, tous deux dominateurs dans leurs championnats respectifs, Parfenov choisit de quitter l'Ukraine pour s'engager avec les Moscovites. Sous les couleurs spartakistes, il remporte notamment le championnat russe quatre fois de suite entre 1998 et 2002 et prend plusieurs fois part à la Ligue des champions. Il y gagne également la coupe de Russie lors de sa première année. Frappé par une double fracture du tibia en 2002, ses performances ainsi que son temps de jeu déclinent nettement à partir de cette date, et Parfenov quitte finalement le Spartak à l'issue de la saison 2005. Après un bref passage au Dynamo Moscou, il rejoint le FK Khimki en deuxième division et y remporte le championnat en 2006 malgré son faible temps de jeu. Il quitte le club à la mi-saison 2007 pour rejoindre l'Arsenal Kiev en première division ukrainienne avant de s'en aller en fin de saison. Il joue par la suite au Saturn Ramenskoïe de 2009 à 2010 avant de conclure sa carrière en 2012 sur un bref passage en amateur à l'Arsenal Toula.

### Carrière internationale
Régulièrement sélectionné avec les espoirs entre 1992 et 1996, Parfenov fait ses débuts internationaux avec la sélection ukrainienne lors d'un match amical contre la Moldavie le 9 avril 1996. Il dispute son premier match de compétition à l'occasion des éliminatoires pour la Coupe du monde 1998 contre l'Irlande du Nord le 31 août 1996, où il rentre en jeu à la 67e minute à la place d'Oleh Luzhnyy.
Sélectionné de façon irrégulière, il ne connaît son deuxième match compétitif que trois ans après à l'occasion du match aller des barrages de qualification à l'Euro 2000 contre la Slovénie. Il est cette fois titulaire mais écope d'un carton rouge à l'heure de jeu tandis que son équipe perd deux buts à un et est éliminée à l'issue du match retour. Il doit ensuite attendre le mois de février 2001 pour retrouver la sélection et l'intégrer cette fois de manière régulière, prenant part activement aux éliminatoires du Mondial 2002 où l'Ukraine échoue une nouvelle fois en barrages, cette fois contre l'Allemagne.
Avec le déclin de ses performances, Parfenov sort progressivement de la sélection à partir de 2002 et dispute son dernier match international lors d'un amical face à la Macédoine le 31 mars 2004 pour sa dix-huitième et dernière sélection, n'ayant jamais disputé la moindre compétition internationale.

### Carrière d'entraîneur
À la fin de sa carrière de joueur en 2012, Parfenov intègre l'encadrement technique de la sélection russe des moins de 17 ans en début d'année en tant qu'adjoint de Vladimir Chtcherbak. Son passage s'avère bref car il s'engage dès le mois de juin suivant en tant qu'entraîneur principal du Tekstilchtchik Ivanovo en troisième division russe, avec notamment comme adjoint Vadim Ievseïev, son ancien coéquipier du Saturn. Pour ses deux premières saisons d'entraîneur, l'équipe atteint la troisième puis la deuxième place du groupe Ouest, et se fait connaître pour son football tourné vers l'offensif. Lors de la deuxième saison, le Tekstilchtchik est notamment en concurrence avec le jeune FK Tosno tout juste formé, qui termine finalement premier du groupe et accède à la promotion en deuxième division. Il passe durant cette période ses diplômes d'entraîneurs, obtenant une licence Pro en janvier 2015.
Après une cinquième place en 2015, il est contacté par le FK Tosno durant le mois d'août et quitte le Tekstilchtchik pour s'y engager dans le cadre d'un contrat de deux saisons. Ambitionnant une promotion en première division, il amène dans un premier temps l'équipe à une septième place en championnat avant de terminer deuxième à l'issue de la saison 2016-2017 et d'obtenir la montée dans l'élite. La saison suivante s'avère très nuancée : tandis que le passage du club dans l'élite s'avère compliqué, celui-ci connaissant de nombreux soucis financiers et végétant en bas de classement tout au long de la saison, non-aidé par les ventes d'Anton Zabolotny et d'Ievgueni Markov durant la trêve hivernale, il effectue dans le même temps un parcours exceptionnel en coupe de Russie, éliminant notamment le Spartak Moscou aux tirs au but en demi-finales avant de remporter la compétition face à l'Avangard Koursk. Malgré ce succès, Tosno termine finalement relégable à l'issue de la saison et disparaît dans la foulée, Parfenov quittant le club au mois de mai 2018. Il s'engage quelques jours plus tard avec l'Oural Iekaterinbourg, qu'il emmène en finale de Coupe de Russie en mai 2019 pour la deuxième fois de l'histoire du club et sa deuxième année d'affilée. Il y est cependant vaincu par le Lokomotiv Moscou. Alors que le club passe le plus clair de l'exercice 2019-2020 dans le milieu du classement, il réalise à nouveau un parcours notable en coupe avant d'être cette fois battu en demi-finales par le FK Khimki, club de deuxième division, le 19 juillet 2020. Cette défaite amène dans la foulée à la démission de Parfenov à une journée de la fin de la saison.
Il retrouve un poste quelques mois plus tard en prenant cette fois la tête de l'Arsenal Toula, alors que le club lutte pour son maintien en championnat. L'équipe termine par la suite quatorzième, échappant à la relégation par un seul point au terme de la saison 2020-2021. Après un mauvais début lors de l'exercice suivant, Parfenov quitte ses fonctions au début du mois de septembre durant la trêve internationale.
Le 11 juin 2022, Parfenov est nommé à la tête du Rodina Moscou, tout juste promu en deuxième division.

## Statistiques

### Statistiques de joueur
| Saison                | Club                  | Championnat           | Championnat | Championnat | Coupe(s) nationale(s) | Coupe(s) nationale(s) | Compétition(s) continentale(s) | Compétition(s) continentale(s) | Compétition(s) continentale(s) | Total | Total |
| Saison                | Club                  | Division              | M.          | B.          | M.                    | B.                    | Comp.                          | M.                             | B.                             | M.    | B.    |
| 1991                  | Tchornomorets Odessa  | D1                    | 0           | 0           | 3                     | 0                     | -                              | -                              | -                              | 3     | 0     |
| 1992                  | Tchornomorets Odessa  | D1                    | 12          | 0           | 6                     | 0                     | -                              | -                              | -                              | 18    | 0     |
| 1992-1993             | Tchornomorets Odessa  | D1                    | 28          | 0           | 2                     | 0                     | C2                             | 4                              | 0                              | 34    | 0     |
| 1993-1994             | Tchornomorets Odessa  | D1                    | 32          | 3           | 9                     | 2                     | -                              | -                              | -                              | 41    | 5     |
| 1994-1995             | Tchornomorets Odessa  | D1                    | 33          | 6           | 7                     | 0                     | C2                             | 2                              | 0                              | 42    | 6     |
| 1995-1996             | Tchornomorets Odessa  | D1                    | 34          | 0           | 1                     | 0                     | C3                             | 6                              | 0                              | 41    | 0     |
| 1996-1997             | Tchornomorets Odessa  | D1                    | 25          | 1           | 2                     | 0                     | C3                             | 2                              | 0                              | 29    | 1     |
| Sous-total            | Sous-total            | Sous-total            | 164         | 10          | 30                    | 2                     | -                              | 14                             | 0                              | 208   | 12    |
| 1997-1998             | Dnipro Dnipropetrovsk | D1                    | 13          | 3           | -                     | -                     | C3                             | 4                              | 0                              | 17    | 3     |
| Sous-total            | Sous-total            | Sous-total            | 13          | 3           | -                     | -                     | -                              | 4                              | 0                              | 17    | 3     |
| 1998                  | Spartak Moscou        | D1                    | 29          | 1           | 4                     | 0                     | C1                             | 7                              | 0                              | 40    | 1     |
| 1999                  | Spartak Moscou        | D1                    | 17          | 0           | 1                     | 0                     | C1+C3                          | 8+2                            | 0                              | 28    | 0     |
| 2000                  | Spartak Moscou        | D1                    | 25          | 4           | 5                     | 0                     | C1                             | 7                              | 0                              | 37    | 4     |
| 2001                  | Spartak Moscou        | D1                    | 26          | 4           | 2                     | 0                     | C1                             | 9                              | 1                              | 37    | 5     |
| 2002                  | Spartak Moscou        | D1                    | 16          | 2           | -                     | -                     | C1                             | 0                              | 0                              | 16    | 2     |
| 2003                  | Spartak Moscou        | D1                    | 1           | 0           | 2                     | 0                     | C3                             | 2                              | 1                              | 5     | 1     |
| 2004                  | Spartak Moscou        | D1                    | 9           | 4           | 1                     | 0                     | CI                             | 2                              | 0                              | 12    | 4     |
| 2005                  | Spartak Moscou        | D1                    | 2           | 0           | -                     | -                     | -                              | -                              | -                              | 2     | 0     |
| Sous-total            | Sous-total            | Sous-total            | 125         | 15          | 15                    | 0                     | -                              | 37                             | 2                              | 177   | 17    |
| 2006                  | Dynamo Moscou         | D1                    | 6           | 0           | 1                     | 0                     | -                              | -                              | -                              | 7     | 0     |
| 2006                  | FK Khimki             | D2                    | 6           | 0           | -                     | -                     | -                              | -                              | -                              | 6     | 0     |
| 2007                  | FK Khimki             | D1                    | 9           | 0           | -                     | -                     | -                              | -                              | -                              | 9     | 0     |
| 2007-2008             | Arsenal Kiev          | D1                    | 8           | 0           | 2                     | 0                     | -                              | -                              | -                              | 10    | 0     |
| 2009                  | Saturn Ramenskoïe     | D1                    | 4           | 0           | -                     | -                     | -                              | -                              | -                              | 4     | 0     |
| 2010                  | Saturn Ramenskoïe     | D1                    | 13          | 0           | -                     | -                     | -                              | -                              | -                              | 13    | 0     |
| 2011-2012             | Arsenal Toula         | D4                    | 4           | 1           | -                     | -                     | -                              | -                              | -                              | 4     | 1     |
| Sous-total            | Sous-total            | Sous-total            | 50          | 1           | 3                     | 0                     | -                              | -                              | -                              | 53    | 1     |
| Total sur la carrière | Total sur la carrière | Total sur la carrière | 352         | 29          | 48                    | 2                     | -                              | 55                             | 2                              | 455   | 33    |

### Statistiques d'entraîneur
| Tekstilchtchik Ivanovo | 26 juin 2012    | 6 août 2015      | 100 | 57  | 24 | 19  | 57,0 |
| FK Tosno               | 12 août 2015    | 20 mai 2018      | 112 | 50  | 23 | 39  | 44,6 |
| Oural Iekaterinbourg   | 21 mai 2018     | 19 juillet 2020  | 70  | 26  | 18 | 26  | 37,1 |
| Arsenal Toula          | 2 novembre 2020 | 2 septembre 2021 | 25  | 5   | 3  | 17  | 20,0 |
| Rodina Moscou          | 11 juin 2022    | en cours         | 52  | 20  | 16 | 16  | 38,5 |
| Total                  | Total           | Total            | 359 | 158 | 84 | 117 | 44,0 |

## Palmarès

### Palmarès de joueur
Tchornomorets Odessa
- Vice-champion d'Ukraine en 1995 et 1996.
- Vainqueur de la coupe d'Ukraine en 1992 et 1994.

 Spartak Moscou
- Champion de Russie en 1998, 1999, 2000, 2001 et 2002.
- Vice-champion de Russie en 2005.
- Vainqueur de la coupe de Russie en 1998.

 FK Khimki
- Champion de Russie de deuxième division en 2006.

### Palmarès d'entraîneur
FK Tosno
- Vice-champion de Russie de deuxième division en 2017.
- Vainqueur de la coupe de Russie en 2018.

 Oural Iekaterinbourg
- Finaliste de la coupe de Russie en 2019.